# 普卡拉胡山 (瓦伊拉斯省)

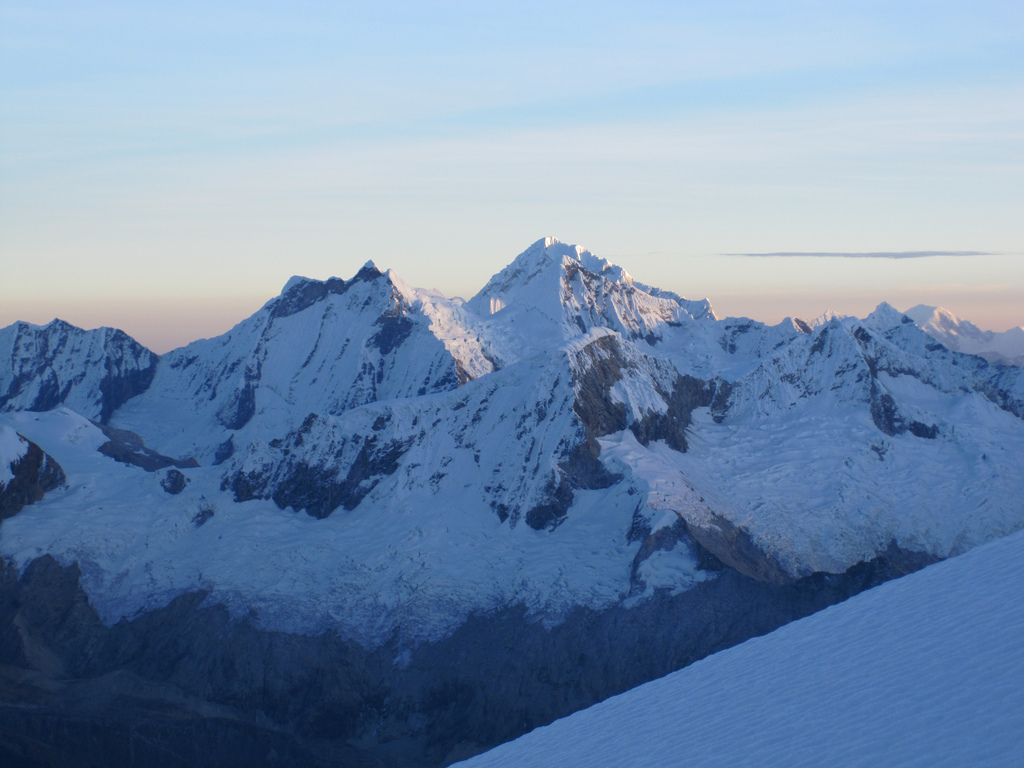

普卡拉胡山（西班牙語：Santa Cruz），是秘魯的山峰，位於該國北部安卡什大區，屬於安第斯山脈中布蘭卡山脈的一部分，海拔高度6,259米，人類在1948年7月20日首次登頂。